# Donald Glover
Donald McKinley Glover Jr. (Edwards légitámaszpont, Kalifornia, 1983. szeptember 25. –) kétszeres Primetime Emmy- és Golden Globe-díjas amerikai színész, komikus, forgatókönyvíró, rendező, zenei producer, rapper, énekes, zeneszerző és lemezlovas. 
Zenei karrierje során a Childish Gambino, míg lemezlovasként az mcDJ neveket használja.

## Élete
Az Edwards légitámaszponton született Kaliforniában, és a georgiai Stone Mountain-ban nőtt fel. A New York Egyetemen tanult, ez idő alatt figyelt fel komikusi tehetségére Tina Fey, és 23 évesen leszerződtette az NBC A stúdió című sitcom-sorozatába. Később Troy Barnes szerepében volt látható a Balfékek című sitcom-sorozatban. Ezután saját sorozattal jelentkezett, az FX-en látható Atlantával, ezzel számos díjat elnyerve, többek között két Primetime Emmy-díjat és egy Golden Globe-díjat is. 2009-től filmekben is látható, szerepelt többek között a Magic Mike XXL, a Mentőexpedíció vagy a Pókember: Hazatérés című produkciókban, valamint ő kapta meg az ifjú Lando Calrissian szerepét a 2018-ban bemutatott Solo: Egy Star Wars-történet című Csillagok háborúja filmben, illetve Simba szinkronhangja a 2019-ben bemutatott Oroszlánkirályban.
A zene világában is ismert névnek számít, számos saját kiadású album és mixtape elkészítése után 2011-ben a Glassnote Records-hoz szerződött. Első albuma, a Camp 2011. november 15-én jelent meg, és pozitív kritikákat kapott. Ezt 2013. december 10-én követte a második album, a Because the Internet, majd az Awaken, My Love! 2016. december 2-án, amelyről a "Redbone" című kislemez a Billboard Hot 100-as listájának 12. helyéig jutott, és Grammy-díjat ért a Legjobb hagyományos R&B előadás kategóriában. 2017-ben felkerült a Time magazin a világ 100 legbefolyásosabb személyét felsoroló listájára. 2018-ban kiadta "This Is America" című kislemezét, amely az első helyre került a Billboard Hot 100-as listáján. A lemezen található single az amerikai fekete emberek helyzetét mutatja be és erős kritikát fogalmaz meg a társadalomról.

## Magánélete
Glovernek van egy öccse, Stephen író-producer, aki az Atlanta sorozat forgatókönyvírójaként Emmy-jelölést is kapott. Glover partnere, Michelle 2016-ban hozta világra első fiukat, Legend-et. Második fiuk 2018 januárjában született meg.

## Filmográfia

### Film

#### Író és producer
| Év   | Cím                            | Feladatkör | Feladatkör | Megjegyzések |
| Év   | Cím                            | Író        | Producer   | Megjegyzések |
| ---- | ------------------------------ | ---------- | ---------- | ------------ |
| 2009 | Mystery Team                   | Igen       | Vezető     | zeneszerző   |
| 2013 | Clapping for the Wrong Reasons | Igen       | Vezető     | rövidfilm    |
| 2019 | Guava Island                   | Sztori     | Igen       |              |

#### Színész
| Év   | Magyar cím                   | Eredeti cím                                                 | Szerep                       | Magyar hang       |
| ---- | ---------------------------- | ----------------------------------------------------------- | ---------------------------- | ----------------- |
| 2009 |                              | Mystery Team                                                | Jason Rogers                 |                   |
| 2011 | Muppets                      | The Muppets                                                 | Junior CDE Executive (cameo) |                   |
| 2013 | Kamatylista                  | The To Do List                                              | Derrick                      |                   |
| 2013 |                              | Clapping for the Wrong Reasons (rövidfilm)                  | fiú                          |                   |
| 2014 | Egy igazán csodás nap        | Alexander and the Terrible, Horrible, No Good, Very Bad Day | Greg                         | Szatory Dávid     |
| 2015 | A Lazarus-hatás              | The Lazarus Effect                                          | Niko                         | Előd Álmos        |
| 2015 | Magic Mike XXL               | Magic Mike XXL                                              | Andre                        | Jéger Zsombor     |
| 2015 | Mentőexpedíció               | The Martian                                                 | Rich Purnell                 | Jéger Zsombor     |
| 2017 | Pókember: Hazatérés          | Spider-Man: Homecoming                                      | Aaron Davis                  | Ember Márk        |
| 2018 | Solo: Egy Star Wars-történet | Solo: A Star Wars Story                                     | Lando Calrissian             | Kisfalusi Lehel   |
| 2019 |                              | Guava Island                                                | Deni Maroon                  |                   |
| 2019 | Az oroszlánkirály            | The Lion King                                               | Simba (hangja)               | Kádár-Szabó Bence |
| 2023 | Pókember: A pókverzumon át   | Spider-Man: Across the Spider-Verse                         | Aaron Davis / Ragadozó       |                   |
| 2024 | Mufasa: Az oroszlánkirály    | Mufasa: The Lion King                                       | Simba (hangja)               | Kádár-Szabó Bence |

### Televízió

#### Rendező, író és producer
| Év        | Magyar cím        | Eredeti cím             | Feladatkör | Feladatkör | Feladatkör      | Megjegyzések         |
| Év        | Magyar cím        | Eredeti cím             | Rendező    | Író        | Vezető producer | Megjegyzések         |
| --------- | ----------------- | ----------------------- | ---------- | ---------- | --------------- | -------------------- |
| 2006–2012 | A stúdió          | 30 Rock                 | Nem        | Igen       | Nem             |                      |
| 2009      |                   | Live at Gotham          | Nem        | Igen       | Nem             | 1 epizód             |
| 2010      |                   | Comedy Central Presents | Nem        | Igen       | Nem             | stand-up különkiadás |
| 2012      |                   | Donald Glover: Weirdo   | Nem        | Igen       | Igen            | stand-up különkiadás |
| 2016–2022 | Atlanta           | Atlanta                 | Igen       | Igen       | Igen            | megalkotó            |
| 2023      | Rajzás            | Swarm                   | Igen       | Igen       | Igen            | megalkotó            |
| 2024      | Mr. és Mrs. Smith | Mr. & Mrs. Smith        | Igen       | Igen       | Igen            | megalkotó            |

#### Színész
| Év        | Magyar cím                      | Eredeti cím                     | Szerep                               | Megjegyzések                                           |
| --------- | ------------------------------- | ------------------------------- | ------------------------------------ | ------------------------------------------------------ |
| 2005      |                                 | Late Night with Conan O'Brien   | bűnöző                               | 1 epizód                                               |
| 2006–2012 | A stúdió                        | 30 Rock                         | több szerep                          | 4 epizód                                               |
| 2007      |                                 | Human Giant                     | főiskolás webkamerás srác            | 1 epizód                                               |
| 2009–2014 | Balfékek                        | Community                       | Troy Barnes                          | - 89 epizód - magyar hangja: - Előd Botond             |
| 2010      | Robotcsirke                     | Robot Chicken                   | Mace Windu (hangja)                  | 1 epizód                                               |
| 2010      |                                 | Comedy Central Presents         | önmaga                               | stand-up különkiadás                                   |
| 2011      | Parkműsor                       | Regular Show                    | Alpha-Dawg (hangja)                  | 1 epizód                                               |
| 2012      |                                 | Donald Glover: Weirdo           | önmaga                               | stand-up különkiadás                                   |
| 2013      | Szezám utca                     | Sesame Street                   | LMNOP                                | 1 epizód                                               |
| 2013      | Csajok                          | Girls                           | Sandy                                | 2 epizód                                               |
| 2013–2016 | Kalandra fel!                   | Adventure Time                  | Marshall Lee (hangja)                | - 2 epizód - magyar hangja:[forrás?] - Előd Botond     |
| 2015      | A Pókember elképesztő kalandjai | Ultimate Spider-Man             | Miles Morales / Pókember (hangja)    | 2 epizód                                               |
| 2015      |                                 | China, IL                       | William "Transfer Billy" (hangja)    | 4 epizód                                               |
| 2016–2022 | Atlanta                         | Atlanta                         | Earnest "Earn" Marks / Teddy Perkins | - 38 epizód - Marks magyar hangja: - Karácsonyi Zoltán |
| 2018      | Saturday Night Live             | Saturday Night Live             | önmaga (házigazda és zenei előadó)   | 1 epizód                                               |
| 2023      |                                 | The Eric Andre Show             | önmaga                               | 1 epizód                                               |
| 2023–     | Kalandra fel! Fionna és Cuki    | Adventure Time: Fionna and Cake | Marshall Lee (hangja)                | - főszereplő - magyar hangja:[forrás?] - Tokaji Csaba  |
| 2024      | Mr. és Mrs. Smith               | Mr. & Mrs. Smith                | John Smith                           | - főszereplő - magyar hangja: - Kisfalusi Lehel        |

## Diszkográfia

### Nagylemezek

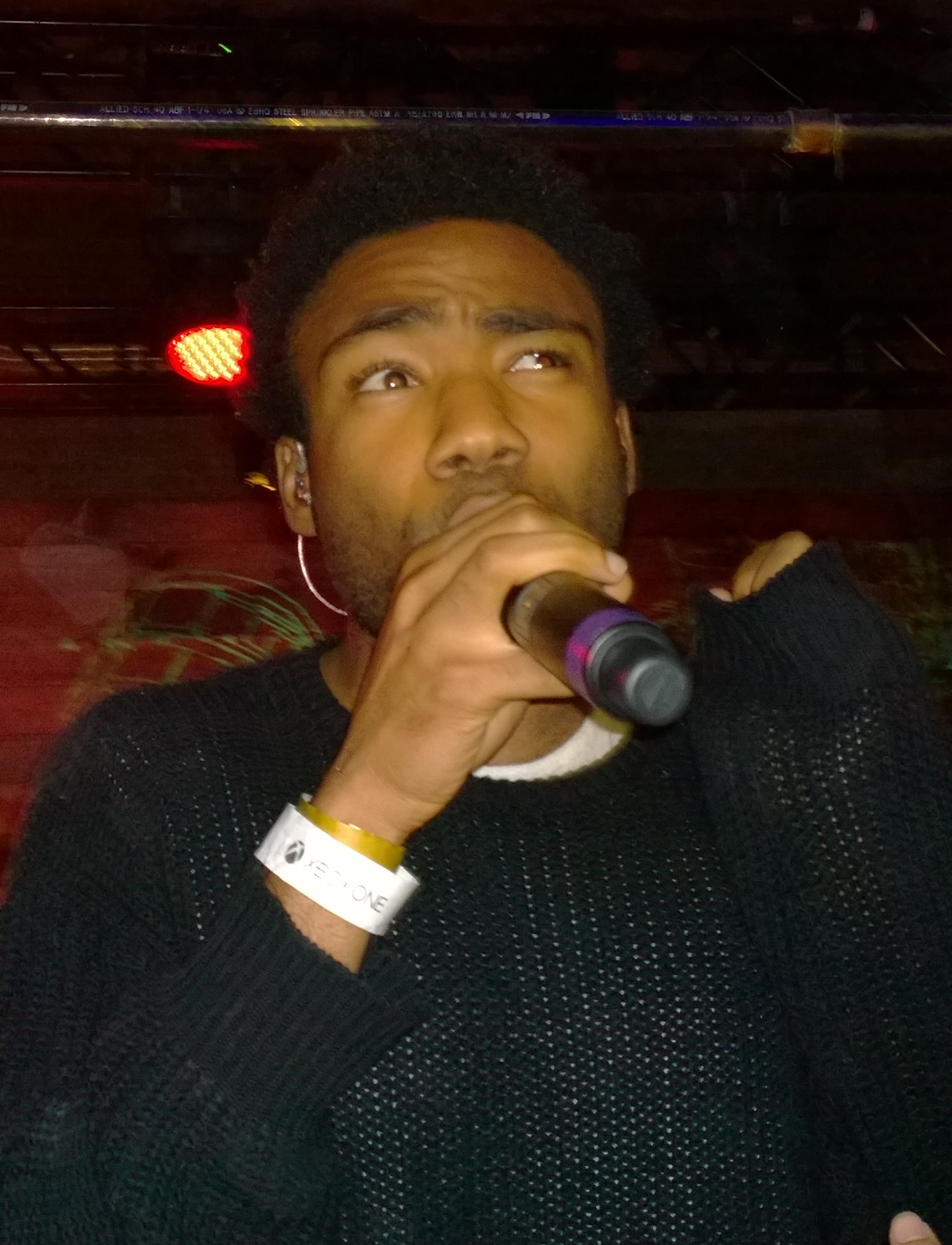
Childish Gambino előadás közben (2014)

- Camp (2011)
- Because the Internet (2013)
- Awaken, My Love! (2016)
- 3.15.20 (2020)
- Atavista (2024)
- Bando Stone & the New World (2024)

### EP-k
- EP (2011)
- Kauai (2014)

### Kislemezek
- Bonfire (2012)
- Heartbeat (2012)
- Giants (közr. John Osho) (2012)
- Trouble (közr. Leona Lewis) (2012)
- 3005 (2013)
- Do or Die (közr. Flux Pavilion) (2013)
- Bed Peace (közr. Jhené Aiko) (2013)
- Crawl (2014)
- Sweatpants (2014)
- Sober (2014)
- Jump Hi (közr. Lion Babe) (2014)
- Together (közr. Selah Sue) (2014)
- STN MTN (mixtape, 2014)
- Me and Your Mama (2016)
- Redbone (2016)
- Terrified (2017)
- This is America (2018)

## Fordítás
- Ez a szócikk részben vagy egészben  a   Donald Glover című angol Wikipédia-szócikk ezen változatának fordításán alapul.  Az eredeti cikk szerkesztőit annak laptörténete sorolja fel. Ez a jelzés csupán a megfogalmazás eredetét és a szerzői jogokat jelzi, nem szolgál a cikkben szereplő információk forrásmegjelöléseként.